# Estadio Nacional de Portugal
El Estadio Nacional de Portugal, también conocido como Estadio Nacional do Jamor es un estadio de Portugal. Está situado en Oeiras, cerca de Lisboa. El arquitecto fue Jacobetty Rosa y las obras comenzaron en 1939. El estadio fue inaugurado por el dictador António de Oliveira Salazar el 10 de junio del 1944. Actualmente tiene una capacidad de 37 593 espectadores.

## Construcción
La construcción de este nuevo recinto no solo buscaba la promoción de la práctica del deporte, sino también la creación de un espacio para demostraciones públicas inspiradas en los principios políticos vigentes.
Para que la ambición del antiguo ministro de Obras Públicas, Duarte Pacheco, fuese una realidad, fueron consultados diversos arquitectos, entre ellos, Francisco Caldeira Cabral, Konrad Wiesner, Jorge Segurado o Miguel Jacobetty Rosa. A este último se le atribuye la “paternidad” del proyecto del Estadio de Honra.
Influenciado por obras como el Olympiastadion de Berlín, la construcción del Estadio Nacional se concluyó en cinco años –desde la planificación (1939), hasta su construcción–, siendo, más tarde, insertado en el Complejo Deportivo de Jamor, una auténtica isla verde en el Área Metropolitana de Lisboa y cuya situación es cercana al Instituto Español de Lisboa.

## Eventos
Más tarde, en 1967, el Estadio Nacional fue escogido como sede para la final de la Copa de Campeones de Europa. El partido fue disputado entre el Celtic Football Club de Escocia y el Internazionale de Milán. Los escoceses vencieron por 2-1, la primera Copa conquistada por un club no latino.
Actualmente, el estadio acoge todos los años la final de la Copa de Portugal. Durante el partido, los asientos repletos de asistentes se dividen en dos zonas para apoyar a su respectivo equipo.
En septiembre de 2017 albergó el Portugal Padel Master, una prueba del circuito World Padel Tour

## Partidos memorables
Eurocopa 1960
| Eurocopa 1960 Cuartos de final, partido de ida; 8 de mayo de 1960 | Portugal                  | 2:1 (1:0) | Yugoslavia | Estadio Nacional de Portugal, Oeiras                                  |                                                                       |
|                                                                   | Santana 30' · Matateu 70' | Reporte   | Kostić 81' | Asistencia: 39 978 espectadores Árbitro(s): Joseph Barbéran (Francia) | Asistencia: 39 978 espectadores Árbitro(s): Joseph Barbéran (Francia) |

Final de la Copa de Campeones de la UEFA 1967
| Final de la Copa de Campeones de Europa 1966-67; 25 de mayo de 1967, 17:30 | Celtic                     | 2:1 (0:1) | Internazionale    | Estadio Nacional de Portugal, Oeiras                                    |                                                                         |
|                                                                            | Gemmell 63' · Chalmers 84' | Reporte   | Mazzola 7' (pen.) | Asistencia: 45 000 espectadores Árbitro(s): Kurt Tschenscher (Alemania) | Asistencia: 45 000 espectadores Árbitro(s): Kurt Tschenscher (Alemania) |